# San Telmo de Roa
San Telmo de Roa är en ort i Mexiko.   Den ligger i kommunen Abasolo och delstaten Guanajuato, i den centrala delen av landet, 270 km väster om huvudstaden Mexico City. San Telmo de Roa ligger 1 703 meter över havet och antalet invånare är 285.
Terrängen runt San Telmo de Roa är platt norrut, men söderut är den kuperad. Runt San Telmo de Roa är det ganska tätbefolkat, med 120 invånare per kvadratkilometer. Närmaste större samhälle är Abasolo, 6,9 km sydväst om San Telmo de Roa. Trakten runt San Telmo de Roa består till största delen av jordbruksmark.